# Simonoonops
Genre
Synonymes
- Eusimonia Dumitrescu & Georgescu, 1987 nec Kraepelin 1899

Simonoonops est un genre d'araignées aranéomorphes de la famille des Oonopidae.

## Distribution
Les espèces de ce genre se rencontrent aux Antilles et dans le nord de l'Amérique du Sud.

## Liste des espèces
Selon World Spider Catalog (version 19.0, 22/05/2018) :
- Simonoonops andersoni Platnick & Dupérré, 2011
- Simonoonops chickeringi Platnick & Dupérré, 2011
- Simonoonops craneae (Chickering, 1968)
- Simonoonops etang Platnick & Dupérré, 2011
- Simonoonops globina (Chickering, 1968)
- Simonoonops grande Platnick & Dupérré, 2011
- Simonoonops lutzi Platnick & Dupérré, 2011
- Simonoonops princeps (Simon, 1892)
- Simonoonops simoni Platnick & Dupérré, 2011
- Simonoonops soltina (Chickering, 1968)
- Simonoonops spiniger Simon, 1892

## Publications originales
- Harvey, 2002 : Nomenclatural notes on Solifugae, Amblypygi, Uropygi and Araneae (Arachnida). Records of the Western Australian Museum, vol. 20, p. 449-459 (texte intégral).
- Dumitrescu & Georgescu, 1987 : Quelques représentants de la famille Oonopidae (Araneae) du Venezuela. Fauna hipogea y hemiedáfica de Venezuela y de otros paises de América del Sur, vol. 1, p. 89-105.